# Liechtensteiner-Cup 2007-2008
La Liechtensteiner-Cup 2007-2008 è stata la 63ª edizione della coppa nazionale del Liechtenstein disputata tra l'11 agosto 2007 (con gli incontri del primo turno preliminare) e il 1º maggio 2008 e conclusa con la vittoria finale del Vaduz, al suo trentasettesimo titolo e undicesimo consecutivo.

## Formula
Alla competizione, che si svolse ad eliminazione diretta con partita unica, parteciparono le sette squadre del principato che potevano iscrivere anche più di un team.

## Primo turno preliminare
Gli incontri si disputarono tra l'11 e il 22 agosto 2007.
| Squadra 1         | Risultato | Squadra 2      |
| ----------------- | --------- | -------------- |
| FC Ruggell II     | 0 - 1     | FC Balzers III |
| FC Triesenberg II | 0 - 6     | FC Schaan II   |
| FC Vaduz III      | 1 - 5     | FC Triesen     |
| FC Triesen II     | 0 - 2     | FC Vaduz II    |

## Secondo turno preliminare
Gli incontri si disputarono il 18 e il 19 settembre 2007.
| Squadra 1      | Risultato | Squadra 2      |
| -------------- | --------- | -------------- |
| FC Balzers II  | 2 - 1     | FC Triesenberg |
| FC Triesen     | 0 - 4     | FC Schaan      |
| FC Balzers III | 0 - 6     | FC Schaan II   |
| FC Vaduz II    | 0 - 10    | FC Balzers     |

## Quarti di finale
Gli incontri si giocarono tra il 23 ottobre e il 7 novembre 2007.
| Squadra 1            | Risultato | Squadra 2         |
| -------------------- | --------- | ----------------- |
| FC Schaan II         | 0 - 5     | Vaduz             |
| FC Ruggell           | 1 - 0     | FC Balzers II     |
| FC Schaan            | 1 - 4     | USV Eschen/Mauren |
| USV Eschen/Mauren II | 0 - 8     | FC Balzers        |

## Semifinale
Gli incontri si giocarono l'1 e 2 aprile 2008.
| Squadra 1         | Risultato | Squadra 2  |
| ----------------- | --------- | ---------- |
| FC Ruggell        | 0 - 9     | Vaduz      |
| USV Eschen/Mauren | 1- 3      | FC Balzers |

## Finale
La finale si giocò a Vaduz il 1º maggio 2008.
| Arbitro: | Reto Johann |

|                                                          |           |  |
| Tim Grossklaus 27’ Gaspar De Souza 37’ 88’ Alexandre 81’ | Marcatori |  |